# Volketswil
Volketswil es una ciudad y comuna suiza del cantón de Zúrich, situada en el distrito de Uster. Limita al norte con la comuna de Lindau, al noreste con Illnau-Effretikon, al este con Fehraltorf, al sur con Uster, al suroeste con Greifensee, al oeste con Schwerzenbach y Dübendorf, y al noroeste con Wangen-Brüttisellen.